# Българско читалище (Цариград)
Българското читалище в Цариград е културна и просветна организация, основана от видни български дейци в тази област.

## История
Читалището е създадено на 10 април 1866 г. със седалище в Цариград от българската община на хора, живеещи в Османската империя. Инициатор на идеята за създаването е Българската духовна дружина.
Тя събира около себе си видни български културни дейци, които по онова време живеят в този град. Голяма роля за превръщането му в значителен просветен и културен център изиграва Петко Славейков, който е и един от дългогодишните председатели на читалището.
Към читалището е създадена библиотека, в която се доставят издаваните по това време в империята български вестници и списания. То разполага и със своя печатница, в която се отпечатват неголям брой книги. За да бъде привличено вниманието на живеещите в Цариград българи, като важна част от дейността му са уреждани сказки и театрални представления. Така то инициира и организирането на Македонската дружина и на Българското благодетелно братство „Просвещение“. Една от големите заслуги на читалището и деятелите му е издаването на списание „Читалище“ между 1870 и 1875 г.
Българското читалище в Цариград взема дейно участие и в борбата на българския народ за извоюване на църковната и националната независимост. Поради стеклите се неблагоприятни условия след Руско-турската освободителна война от 1877 – 1878 г. то прекратява своята дейност.